# Tři domy a tři studně
Tři domy a tři studně je hlavolam z oboru rekreační matematiky a zároveň úloha z teorie grafů. 

## Neformální zadání
Jsou dány tři domy a tři studně. Lze od každého z domů vést cestičku ke každé studni, aniž by se tyto cestičky zkřížily?

### Jiná znění stejného zadání
Zejména v anglicky mluvícím světě je oblíbené zadání úlohy jako problému inženýrských sítí, respektive problému vody, plynu a elektřiny: Plyn, voda a elektřina se mají zavést z plynárny, vodárny a elektrárny do tří domků tak, aby se nikde roury a kabely nekřížily.

## Problém z hlediska teorie grafů
Z hlediska teorie grafů lze úlohu přeformulovat na otázku, zde je úplný bipartitní graf {\displaystyle K_{3,3}} rovinným grafem. 

## Řešení a varianty
Neumožňuje-li zadání nějaký trik a jedná-li se tedy o výše vyslovený problém existence rovinného nakreslení v rámci teorie grafů, je odpověď záporná (takové propojení neexistuje), neboť v rámci teorie grafů říká Kuratowského věta, že obsahuje-li graf jako podgraf právě {\displaystyle K_{3,3}}, není rovinným.

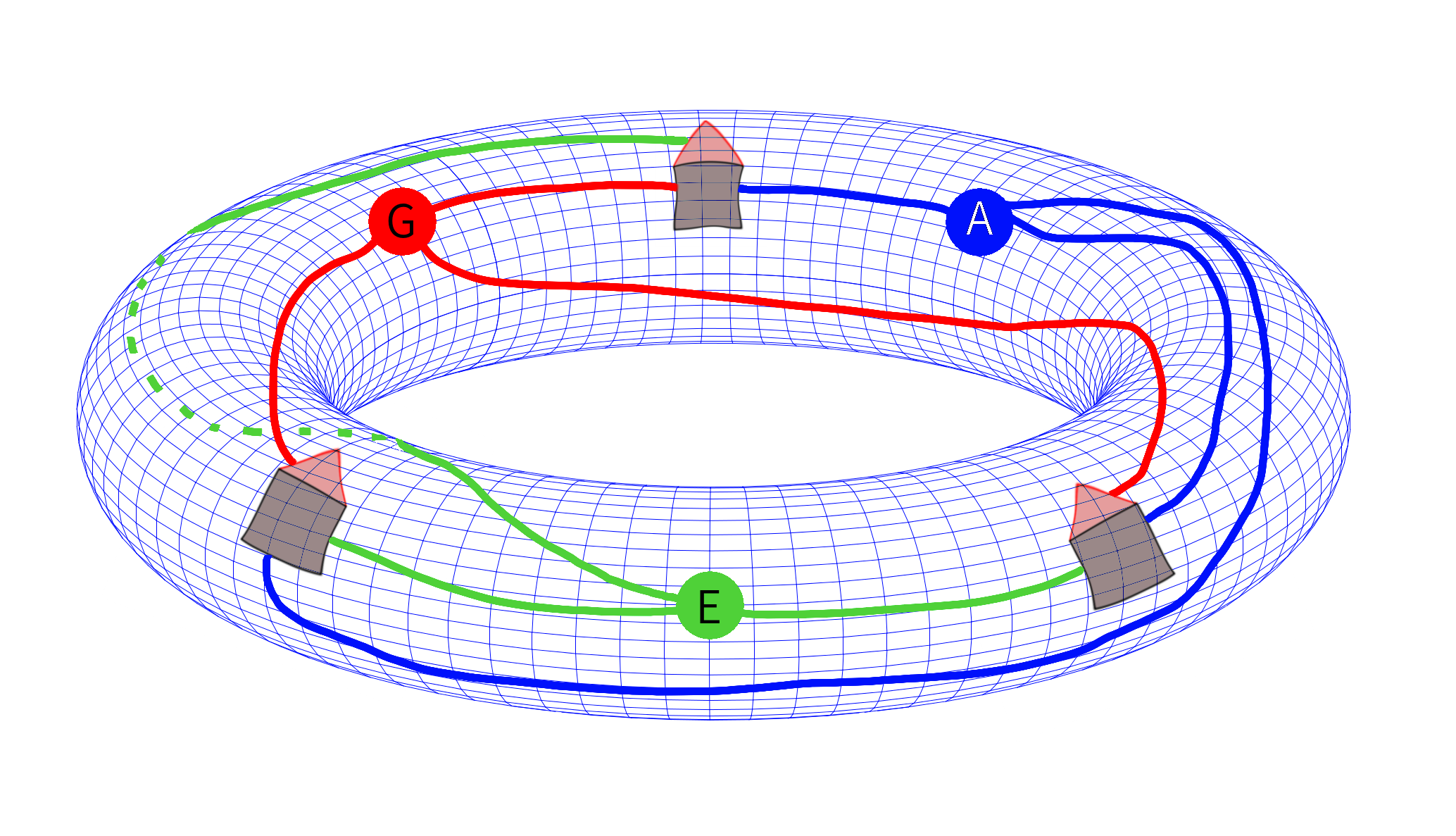
Řešení na ploše toru

Pokud by zadání nevyžadovalo kreslit graf do roviny, ale na libovolnou plochu, je možné realizovat propojení bez křížení na povrchu toru (neboť {\displaystyle K_{3,3}} je toroidní graf).
V zadání s inženýrskými sítěmi lze realizovat trik, kdy se sice sítě nekříží mimo domky, ale v rámci jednoho domku jsou sítě přivedeny jen k vnějším zdem a jedna ze sítí tak může projít na své cestě do cílového domku skrz jeden z jiných domků, přičemž sítě nekříží (úloha pak ovšem neodpovídá té z teorie grafů).

Nakreslení s jediným křížením

Zadání může být formulováno také jako otázka, jaký je minimální nutný počet křížení. V tom případě je odpověď 1, neboť stačí jediné křížení.